# Planetario di Reggio Calabria
Il Planetarium Pythagoras di Reggio Calabria (o Planetario provinciale Pitagora) è situato in Via Salita Zerbi, all'interno del Parco Mirella Carbone, nei pressi della facoltà di Architettura dell'Università Mediterranea.
La struttura è di proprietà della Provincia di Reggio Calabria e in attuazione della Delibera della Giunta Provinciale 74/2012, sotto il profilo dell'indirizzo politico e gestionale, fa riferimento all'Assessorato alla Cultura ed al Settore 7 Beni ed Attività Culturali - Minoranze linguistiche - Sport - Turismo - Attività Produttive.
La Provincia ha stipulato un protocollo d'intesa con la Sezione Calabria della Società Astronomica Italiana, alla quale è stata affidata la direzione scientifica del Planetario.
Il Planetario è stato inaugurato il 13 marzo del 2004. 
La struttura reggina è riconosciuta tra i principali centri italiani per la didattica e divulgazione scientifica ed astronomica, in particolare. 
Dal 2013 il Planetario è diventato uno dei dieci poli nazionali per l'organizzazione delle Olimpiadi italiane di Astronomia. 
Nel 2014, in forza di apposita delibera del Consiglio Provinciale, la n° 45 del 26 novembre 2014, l'Amministrazione Provinciale ha dichiarato il Planetario: "Centro di Alta Cultura: un'eccellenza di scienza e formazione" con le seguente motivazione: "Per l'ultra decennale impegno nella diffusione, conoscenza e valorizzazione della Scienza e dell'Astronomia, quale elemento imprescindibile di arricchimento culturale e affermazione delle Scienze Umane".
Il Planetario è uno strumento ottico-meccanico che consente di riprodurre la volta celeste, proiettando l'immagine delle stelle e dei corpi celesti su uno schermo emisferico soprastante gli spettatori. 
Il Planetario ha la possibilità di rappresentare in maniera estremamente realistica l'aspetto della volta stellata, creando nello spettatore l'illusione perfetta di trovarsi all'aperto sotto la volta celeste a guardare le costellazioni durante una nottata senza nuvole. 
Lo strumento riproduce fedelmente i movimenti della volta celeste come apparirebbero ad un osservatore in un determinato momento ed in un luogo assegnato.

## Strumentazione
La cupola esterna di 12 metri (formata da losanghe triangolari di acciaio) è considerata tra i geoidi più belli d'Europa. 
La cupola interna è sospesa, ha un diametro di 8 metri e sul suo bordo è riprodotto fedelmente il panorama a 360° visibile da Reggio Calabria con i relativi punti cardinali. 
Il Planetario ha un funzionamento ottico-meccanico e riproduce quasi 5000 stelle.
Un proiettore centrale focalizza sullo schermo emisferico le immagini stellari, tramite un complesso sistema di lenti.
L'apparecchiatura è in grado di riprodurre i principali movimenti dei corpi celesti, o gli spostamenti apparenti dei pianeti e della Luna sulla sfera celeste. 
Può simulare il movimento diurno ed anche il cielo alle varie latitudini: lo spettatore può vedere il sorgere ed il tramontare degli astri in qualsiasi stagione e luogo della Terra. 
Può simulare anche i moti secolari e millenari, quali la migrazione del polo celeste, permettendo la ricostruzione del cielo nelle più disparate epoche nel passato e nel futuro.
Lo strumento può proiettare anche alcune linee celesti fondamentali quali il meridiano locale, l'eclittica e l'equatore celeste. 
Altre simulazioni sono: la raffigurazione delle costellazioni sulla fascia dell'eclittica, la Supernova, la Nebulosa planetaria, le stelle nascenti, la galassia e la riproduzione delle eclissi di Sole e Luna.
La struttura è dotata pure di un moderno fish-eye: un sistema di proiezione digitale a tutta cupola ad alta risoluzione.
Il Planetario dispone anche di strumenti per l'osservazione "diretta" di Luna, Sole, pianeti, stelle, nebulose, galassie.

## Attività ordinarie
Il Planetario svolge attività divulgativa e didattica riguardante l'astronomia e le scienze a essa collegate, ospitando numerosi visitatori tra scuole di ogni ordine e grado, gruppi organizzati e pubblico generico. 